# Movimento Associativo Italiani all’Estero
Das Movimento Associativo Italiani all’Estero (zu deutsch: Vereinte Bewegung der Italiener im Ausland), abgekürzt MAIE, ist eine italienische Partei, welche die Wähler mit Wohnsitz in Südamerika vertritt.
Die Partei ist aus einer Abspaltung von der Associazione Italiane in Sud America hervorgegangen und hat bei den Parlamentswahlen von 2008 einen Sitz in der Abgeordnetenkammer und einen im Senat erhalten. Im Senat wird die MAIE von Mirella Giai und in der Abgeordnetenkammer von Ricardo Merlo vertreten.
Bei der der Regierungsbildung vorausgehenden Vertrauensfrage von Silvio Berlusconi am 14. Mai 2008, enthielt sich Ricardo Merlo der Stimme (2006 stimmte er für die Mitte-rechts-Koalition Casa delle Libertà). Im Senat enthielt sich Mirella Giai ebenfalls der Stimme, was nach den Regeln des Senats jedoch als Ablehnung der Regierung Berlusconis gewertet wurde.

## Wahlergebnisse
| Jahr | Stimmen | Anteil (Ausland) | Mandate (Ausland) | Platz |
| ---- | ------- | ---------------- | ----------------- | ----- |
| 2008 | 86.970  | 8,3 %            | 1 / 12            | 4.    |
| 2013 | 140.868 | 14,3 %           | 2 / 12            | 4.    |
| 2018 | 104.538 | 9,7 %            | 1 / 12            | 4.    |

| Jahr | Stimmen | Anteil (Ausland) | Mandate (Ausland) | Platz |
| ---- | ------- | ---------------- | ----------------- | ----- |
| 2008 | 72.511  | 7,6 %            | 1 / 6             | 3.    |
| 2013 | 120.290 | 13,4 %           | 1 / 6             | 4.    |
| 2018 | 107.879 | 10,9 %           | 1 / 6             | 4.    |